# Liste der Gemeindeverbände im Département Savoie
Das Département Savoie liegt in der Region Auvergne-Rhône-Alpes in Frankreich. Es untergliedert sich in 18 Gemeindeverbände.
Siehe auch: Liste der Gemeinden im Département Savoie

## Gemeindeverbände

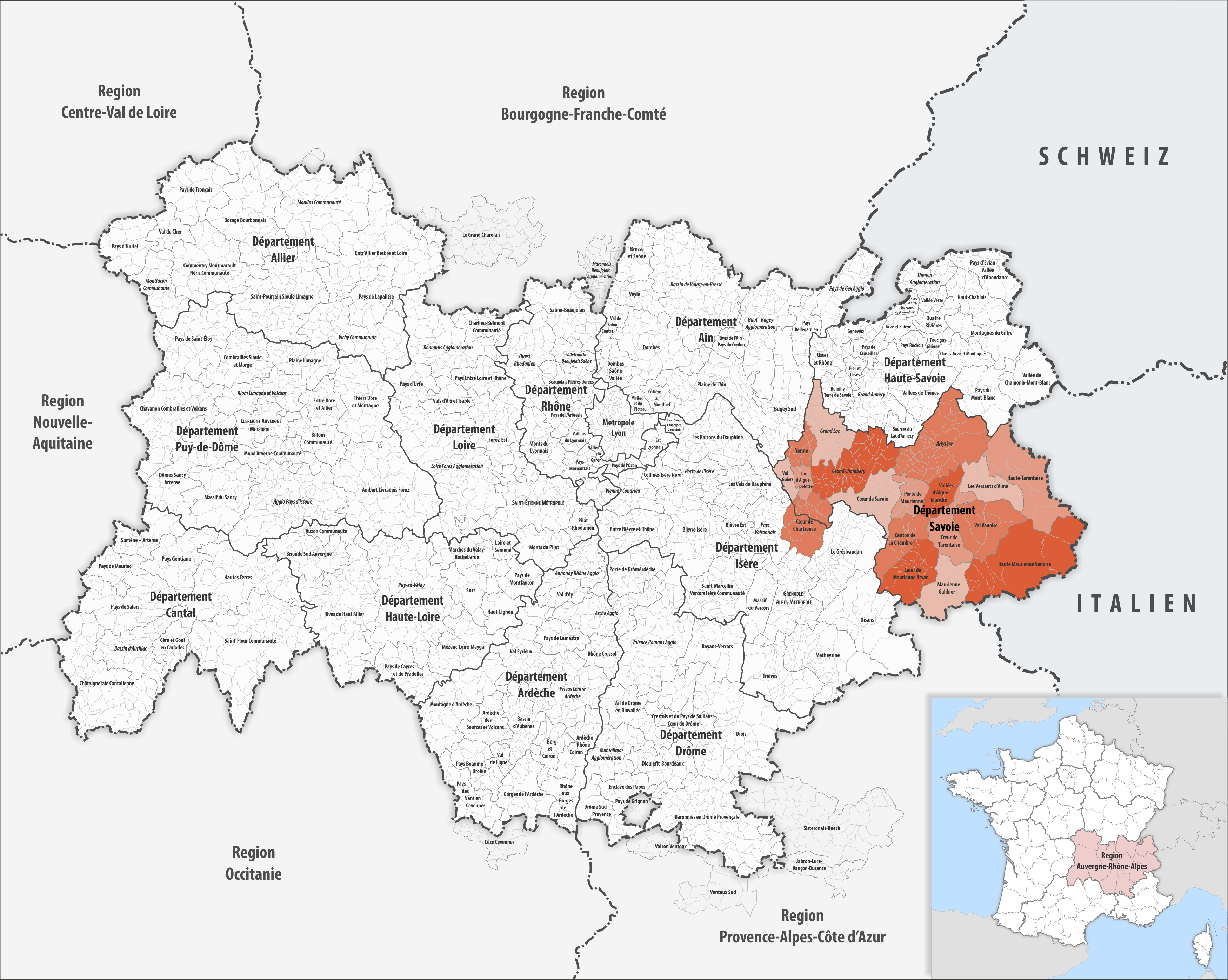
Gemeindeverbände im Département Savoie

| Gemeindeverband         | Gemeinden im Départ./Verband | Einwohner 1. Januar 2022 | Fläche km² | Dichte Einw./km² | SIREN- Nummer | Rechtsform                 | Gründungsdatum    |
| ----------------------- | ---------------------------- | ------------------------ | ---------- | ---------------- | ------------- | -------------------------- | ----------------- |
| Arlysère                | 39/39                        | 61.836                   | 763,62     | 81               | 200 068 997   | Communauté d’agglomération | 21. November 2016 |
| Canton de La Chambre    | 12/12                        | 7.389                    | 275,93     | 27               | 247 300 361   | Communauté de communes     | 10. Dezember 2001 |
| Cœur de Chartreuse      | 10/17                        | 17.165                   | 356,79     | 48               | 200 040 111   | Communauté de communes     | 1. Januar 2014    |
| Cœur de Maurienne Arvan | 14/14                        | 14.302                   | 356,41     | 40               | 200 070 464   | Communauté de communes     | 8. Dezember 2016  |
| Cœur de Savoie          | 41/41                        | 37.780                   | 330,26     | 114              | 200 041 010   | Communauté de communes     | 1. Januar 2014    |
| Cœur de Tarentaise      | 6/6                          | 9.098                    | 277,25     | 33               | 200 023 299   | Communauté de communes     | 14. Dezember 2009 |
| Grand Chambéry          | 38/38                        | 141.091                  | 526,50     | 268              | 200 069 110   | Communauté d’agglomération | 24. November 2016 |
| Grand Lac               | 28/28                        | 79.849                   | 299,99     | 266              | 200 068 674   | Communauté d’agglomération | 17. November 2016 |
| Haute Maurienne Vanoise | 10/10                        | 8.435                    | 849,77     | 10               | 200 070 340   | Communauté de communes     | 8. Dezember 2016  |
| Haute Tarentaise        | 8/8                          | 15.557                   | 569,15     | 27               | 247 300 254   | Communauté de communes     | 27. Dezember 2006 |
| Lac d’Aiguebelette      | 10/10                        | 6.312                    | 86,25      | 73               | 247 300 668   | Communauté de communes     | 31. Dezember 1997 |
| Les Versants d’Aime     | 4/4                          | 9.677                    | 272,00     | 36               | 247 300 817   | Communauté de communes     | 15. Dezember 2004 |
| Maurienne-Galibier      | 6/6                          | 5.399                    | 321,48     | 17               | 247 300 452   | Communauté de communes     | 27. Dezember 1990 |
| Porte de Maurienne      | 11/11                        | 7.104                    | 172,43     | 41               | 247 300 676   | Communauté de communes     | 22. Dezember 1997 |
| Val Guiers              | 11/11                        | 12.493                   | 88,11      | 142              | 247 300 528   | Communauté de communes     | 17. November 2000 |
| Val Vanoise             | 9/9                          | 9.045                    | 400,32     | 23               | 200 040 798   | Communauté de communes     | 1. Januar 2014    |
| Vallées d’Aigueblanche  | 3/3                          | 7.069                    | 183,80     | 38               | 247 300 015   | Communauté de communes     | 2. Januar 2002    |
| Yenne                   | 13/13                        | 7.416                    | 126,69     | 59               | 247 300 262   | Communauté de communes     | 28. April 2000    |